# Modula-2+
Die Programmiersprache Modula-2+ ist eine Erweiterung von Modula-2. Sie wurde am Digital Systems Research Center (SRC) in Palo Alto, Kalifornien, unter Paul Rovner entwickelt.
Erweiterungen
- Nebenläufigkeit
- Ausnahmebehandlung
- Aktivitätsträger
- Automatische Speicherbereinigung

## Implementierung
Modula-2+ wurde für die Programmierung von Topaz, dem verteilten Betriebssystem für die SRC-Firefly-Multiprozessor-Arbeitsstation, eingesetzt. Die meisten Anwendungen von Topaz waren in Modula-2+ programmiert. Die Erweiterung der Sprache erfolgte mit der Entwicklung des Systems. Die Sprache ist heute ohne praktische Relevanz, hatte aber großen Einfluss auf andere Sprachen, wie Modula-3.
Mit der Übernahme der DEC ging die Entwicklung von Modula-2+ an das Unternehmen Compaq. Das Unternehmen Hewlett-Packard übernahm schließlich Compaq und machte die SRC-Berichte öffentlich zugänglich.